# انته کاتالینیچ
انته کاتالینیچ (ایتالیایی: Antonio Cattalinich; ۱۱ فوریهٔ ۱۸۹۵ – ۳۱ اکتبر ۱۹۸۱) قایقران روئینگ اهل ایتالیا بود.
وی در مسابقات کشوری و بین‌المللی در مجموع برندهٔ ۱ مدال نقره، ۱ مدال برنز شده‌است.